# Olympische Jugend-Sommerspiele 2018/Teilnehmer (Irland)
| Gelbes Symbol für Goldmedaillen mit stilisierten Olympischen Ringen | Graues Symbol für Silbermedaillen mit stilisierten Olympischen Ringen | Braundes Symbol für Bronzemedaillen mit stilisierten Olympischen Ringen |
| ------------------------------------------------------------------- | --------------------------------------------------------------------- | ----------------------------------------------------------------------- |
| —                                                                   | 1                                                                     | 2                                                                       |

Die Jugend-Olympiamannschaft aus Irland für die III. Olympischen Jugend-Sommerspiele vom 6. bis 18. Oktober 2018 in Buenos Aires (Argentinien) bestand aus sechzehn Athleten.

## Athleten nach Sportarten

### Badminton
Jungen
- Nhat Nguyen
Einzel: Viertelfinale
Mixed: 4. Platz (im Team Zeta)

### Boxen
| Mädchen - Lauren Kelly Mittelgewicht: 5. Platz - Dearbhla Rooney Bantamgewicht: Bronze | Jungen - Dean Clancy Fliegengewicht: 4. Platz |

### Golf
| Mädchen - Lauren Crowley Walsh Einzel: 13. Platz Mixed: 13. Platz | Jungen - David Kitt Einzel: 25. Platz Mixed: 13. Platz |

### Karate
Jungen
- Sean McCarthy Crean
Klasse über 68 kg: Bronze

### Leichtathletik
Mädchen
- Miriam Daly
400 m Hürden: 13. Platz
- Sophie Meredith
Weitsprung: 10. Platz
- Miranda Tcheutchoua
Hammerwurf: 14. Platz

### Schwimmen
| Mädchen - Niamh Coyne 50 m Brust: 5. Platz 100 m Brust: Silber 200 m Brust: 18. Platz - Mona McSharry 50 m Freistil: 5. Platz 50 m Brust: 4. Platz 100 m Brust: 4. Platz 200 m Brust: DNS | Jungen - Robert Powell 50 m Freistil: 22. Platz 100 m Freistil: 11. Platz 50 m Schmetterling: 45. Platz |

### Tennis
Mädchen
- Georgia Drummy
Einzel: Achtelfinale
Doppel: 1. Runde (mit Ana Makatsaria  Georgien)
Mixed: 1. Runde (mit Delmas N’Tcha  Benin)

### Turnen

#### Gymnastik
Mädchen
- Emma Slevin
Einzelmehrkampf: 6. Platz
Sprung: 8. Platz
Boden: 15. Platz (Qualifikation)
Stufenbarren: 8. Platz
Schwebebalken: 5. Platz

### Wasserspringen
Mädchen
- Tanya Watson
Turmspringen 10 m: 5. Platz